# رقصة الدجاج
رقصة الدجاج (بالإنجليزية: Chicken Dance)‏ والمعروفة أيضًا باسم أغنية الطيور أو رقصة الطيور أو أغنية الدجاج ، هي أغنية راقصة، ألّف الأغنية عازف الأكورديون فيرنر توماس من دافوس بسويسرا في الخمسينيات.
في الخمسينيات تم تعريب الأغنية تحت اسم (كاكي كاكي كا) أو (البطة اطة) والتي غناها القنان عبد المنعم مدبولي وتم عرضها على التلفزيون المصري في شكل كارتون وحققت نجاح باهر.
في الولايات المتحدة يتم الاحتفال بيوم (أرقص مثل الدجاجة) في الرابع عشر من مايو كل عام ويتم تشغيل هذه الأغنية مع رقصات تشبه حركة الدجاج.

## وصف
غالبًا ما يتم تدوين القطعة في وقت القطع ومفتاح C الرئيسي. يبدأ بأوتار مهيمنة متكررة قبل الانتقال إلى الموضوع الرئيسي. يتميز الموضوع الثانوي بإيقاع متناقض. الموضوعان بالتناوب. غالبًا ما يتم لعب التكرار النهائي للموضوع الرئيسي باعتباره أداة تسريع واحدة مستمرة.
تحتوي خطوة الرقص على خمس حركات منفصلة. تتم الحركات الأربع الأولى في مكانها وتتكرر في كل مرة:
1. يرفع الراقص كلتا يديه في الهواء ويفتحهما ويغلقهما كما لو كان يشغل دمية يدوية (تحاكي أصوات الدجاجة) أربع مرات، مرتين في كل نبضة؛
2. يسحب الراقص يديه في الإبط ويضربهما مثل الدجاجة أربع مرات، مرتين في كل نبضة؛
3. يقوم الراقص بهز وركيه و / أو أكتافه أثناء النزول لأسفل لمدة دقاتين؛
4. تصفق الراقصة أربع مرات.

تستمر الحركة الخامسة طوال فترة الامتناع وتشمل الراقصة وشريكها يقفلان الذراعين، ويواجهان اتجاهات متعاكسة، ويدوران. يجوز للشركاء تبديل الأسلحة والاتجاهات (وأحيانًا الشركاء) جزئيًا خلال الامتناع.

## تاريخ

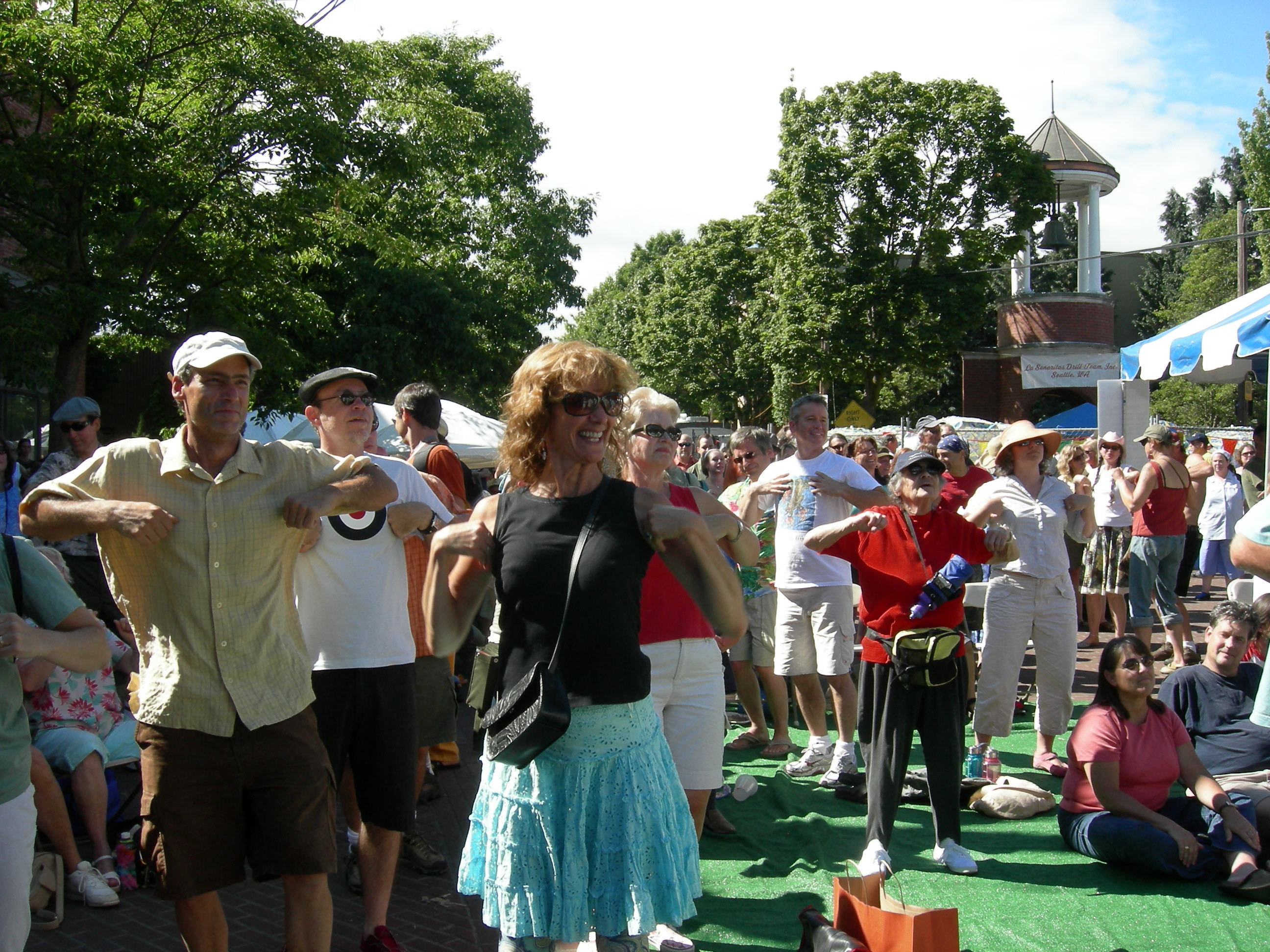
رفرفة الأجنحة والتي تتم أثناء الرقص مع تشغيل الأغنية

كان اسم الأغنية السويسرية الأصلية "Der Ententanz" (رقصة البطة). إنها أغنية شرب مشهورة في مهرجان أكتوبر، وخاصة الأغاني المحلية الأصغر حجمًا كما هو موجود في العديد من مقاطع فيديو YouTube.
في وقت ما في أواخر السبعينيات، اكتسبت الأغنية اسم "Vogeltanz" (The Bird Dance) أو "Vogerltanz" (Little Bird Dance أو Birdie Dance).
في بعض النوتة الموسيقية والتسجيلات يطلق عليه «دانس ليتل بيرد». منذ عام 1963، لعبها فيرنر توماس في المطاعم والفنادق. خلال أحد عروض توماس، استمع المنتج البلجيكي لويس فان ريمنانت إلى الأغنية. قام Van Rymenant بإنشاء بعض كلمات الأغاني وفي عام 1970 أصدرها للجمهور من خلال شركة النشر الخاصة به Intervox Music (لاحقًا في النشر المشترك مع شركته الأخرى Eurovox Music) دون نجاح كبير. ومع ذلك، في الإصدارات اللاحقة من الأغنية، تم إدراج Van Rymenant كمؤلف مشارك تحت الاسم المستعار Terry Rendall. تدير Eurovox Music الآن حقوق النشر في جميع أنحاء العالم، باستثناء الولايات المتحدة (موسيقى سبتمبر) والمملكة المتحدة (Valentine Music) وهولندا (Benelux Music)، الناشرين الفرعيين.
في عام 1980، أصدرت الفرقة الهولندية المحلية "De Electronica" نسخة موسيقية تسمى "De Vogeltjesdans" («رقصة الطيور الصغيرة») باعتبارها الجانب B من أغنية واحدة. لم يكن الجانب A ناجحًا، لكن محطات الإذاعة المحلية في جنوب وشرق هولندا قررت قلب القرص وبدأت في عزف أغنية De Vogeltjesdans. دخل السجل في المخططات الهولندية وبقي هناك لأكثر من سبعة أشهر، وبدأ النجاح الدولي للأغنية. في بعض الإصدارات المسجلة من الموسيقى، تم إدراج Werner Thomas باعتباره الملحن الوحيد، بينما تم إدراج المؤلفين الآخرين في قوائم أخرى، على سبيل المثال، باسم "Thomas / Rendall / Hoes"، يشير الاسم الأخير إلى المغني / المنتج الهولندي Johnny Hoes ، الذي أعاد- رتب الأغنية لتسجيل Electronicas (الذي تم إصداره على علامة التسجيل الخاصة بـ Hoes ، Telstar Records). كما كتب كلمات هولندية جديدة للأغنية، على الرغم من أن نسخة Electronicas هي واحدة مفيدة (سجل Hoes نفسه النسخة الصوتية، لكن ذلك لم يحقق نجاحًا).
منذ ذلك الحين أصبحت الأغنية معروفة تحت العديد من الأسماء الأخرى مثل " Vogerltanz " (رقصة الطيور)، "Danse des Canards"، "El Baile de los Pajaritos"، "Il Ballo del Qua Qua"، «رقصة الدجاج» و «دانس ليتل بيرد». يتم تسجيل أكثر من 140 نسخة منه في جميع أنحاء العالم، بما في ذلك الإصدارات المختلفة التي تم إصدارها بواسطة والت ديزني للتسجيلات، مما يجعل معًا أكثر من 40,000,000 سجل.
أعيد تقديم الرقصة في الولايات المتحدة في عام 1981 خلال مهرجان أكتوبر فيست تولسا، أوكلاهوما. أراد الأعضاء إظهار حبهم من خلال الرقص في الأزياء، ولكن لم تكن هناك أزياء البط متوفرة في أي مكان بالقرب من تولسا. لكن في محطة تلفزيون محلية، كان هناك زي دجاج متاح تم التبرع به لاستخدامه في المهرجان، ومنح «رقصة الدجاج» اسمه.
في عام 1982، قامت فرقة الغلاف ذات الطابع البولكا "The Emeralds"، من إدمونتون، ألبرتا، كندا، بتسجيل نسخة مستوحاة من الأغنية المستوحاة من رقصة البولكا، والتي أصدرتها سجلات K-Tel . ذهب ألبوم "Bird Dance" إلى البلاتين المزدوج في كندا، والذهبي في أستراليا. ساهمت الأغنية أيضًا في نجاح ألبومات ذهبية متعددة لـ Emeralds في عامي 1983 و 1984. استمرت الأغنية في الشهرة عندما تم استخدامها في فيلمين: موجة الجريمة الكلاسيكية لجون بيزس، وجيمي نيوترون: فتى عبقرية. كما تم استخدامه في حلقة Only Fools and Horses The Unlucky Winner Is .. . . كما تم إصدار ريمكس من قبل الفرقة البلجيكية Brussels Sound Revolution في عام 1990.

### نجاح المعزوفة
في عام 1981، أنتج هنري هاداواي نسخة من «رقصة الدجاج»، والتي تم إصدارها في المملكة المتحدة كأداة جديدة للحن "The Birdie Song" بواسطة The Twitter. وصلت إلى المركز الثاني في مخطط الفردي في أكتوبر 1981، مما يجعلها الإصدار الأكثر شعبية. في عام 2000، تم التصويت على هذه النسخة بأنها «أكثر الأغاني إزعاجًا على الإطلاق» في استطلاع رأي تم إجراؤه على موقع dotmusic على الإنترنت. غالبًا ما تُغنى الأغنية بكلمات مع القليل من هذا وقليلًا من ذلك ، وقم بهز بومك على اللحن. كلمات بديلة هي «أنا لا أريد أن أكون دجاجة، لا أريد أن أكون بطة، لذلك أهز مؤخرتي، الدجال، الدجال، الدجال، الدجال!»
نسخة الغلاف المستوحاة من رقصة البولكا لأغنية «الزمردات» في إدمونتون، ألبرتا، كندا ذهبت إلى البلاتين المزدوج في كندا، والذهبية في أستراليا. كما ساهمت الأغنية في نجاح ألبومات ذهبية متعددة لـ Emeralds في عامي 1983 و 1984.

## النسخة المصرية
في الخمسينيات قام عازف الأكورديون السويسرى فيرنر توماس بعزفها في مصر كموسيقى فقط بغرض الرقص، مما أوحى الفكرة للفنان المصري عبد المنعم مدبولي باستخدام الموسيقى وتحويلها إلى أغنية بالعربية باللهجة المصرية من كلمات الشاعر عصام عبد الله وألحان محمد هلال وتم تسمية أغنية (البطة اطة) أو (كاكي كاكي كا)، وكان ما يميزها هو تقديمها كقصة للأطفال بكلمات تتماشَى مع اللحن الأصلى للأغنية بشكل متقن يجعلنا نشعر أن الأغنية ليست أجنبية الأصل.
لاحقاً تم تقديم الأغنية في التلفزيون المصري على شكل كليب كارتون من إخراج فايزة أبو حسين، وحققت الأغنية نجاح منقطع النظير وانتشار واسع مع الأجيال اللحقة حتى صارت واحدة من أشهر أغاني الأطفال في الوطن العربي.

## وصلات خارجية
- "البطة أطة" لعبد المنعم مدبولي . على يوتيوب